# Liste de jeux Takara
Cet article répertorie la liste des jeux vidéo développés par le studio Takara.

## Édition de jeux vidéo
Arcade
- Chibi Maruko-Chan Deluxe Quiz
- Fatal Fury
- Fatal Fury 2
- Fatal Fury 3: Road to the Final Victory
- Fatal Fury Special
- Samurai Shodown
- Samurai Shodown 64
- Samurai Shodown II
- Samurai Shodown III: Blades of Blood
- Samurai Shodown IV: Amakusa's Revenge
- Samurai Shodown: Warriors Rage

Dreamcast
- Jinsei Game

Game Boy
- Battle Arena Toshinden
- Chibi Maruko-Chan 2
- Chibi Maruko-Chan Okozukai Daisakusen
- Cool Ball
- Joe & Mac
- Megalit
- Samurai Shodown
- Samurai Shodown III: Blades of Blood
- The King of Fighters '95
- The King of Fighters '96
- World Heroes 2 Jet

Game Boy Advance
- Combat Choro Q: Advance Dai Senryaku
- Dan Doh!! Tobase! Shouri no Smileshot!!
- Inu-Yasha
- Tokyo Mew Mew

Game Boy Color
- Bakuchou Renpatsu!! Super B-Daman Geki! Rising Valkyrie
- Perfect Choro Q
- Sylvania Melody

Game Gear
- Fatal Fury Special
- Samurai Shodown

GameCube
- Duel Masters Nettou! Battle Arena
- The Game of Life Special

Mega-Drive
- Fatal Fury
- Fatal Fury 2
- Joe & Mac
- Samurai Shodown

Neo-Geo
- Chibi Maruko-Chan Deluxe Quiz
- Fatal Fury
- Fatal Fury 2
- Fatal Fury 3: Road to the Final Victory
- Fatal Fury Special
- Samurai Shodown III: Blades of Blood
- Samurai Shodown IV: Amakusa's Revenge

NES
- Space Harrier

Nintendo 64
- Choro Q64
- Choro Q64 2
- Jinsei Game 64

Nintendo DS
- Bakegyamon Ayakashi Fighting
- Dekiru Otoko no Motel Life: Hiru no Mote Kouza Hen
- Dekiru Otoko no Motel Life: Yoru no Mote Jissen Hen
- EQ Trainer DS Dekiru Otona no Communication Jutsu
- Hitman Reborn! DS Shinu Ki Max! Bongore Carnival!!
- Itsumono Shokuzai de Shuttai Chauseuteki na Sweets to Goshisou
- Kateikyoshi Hitman Reborn! Bongole Shiki Taisen Battle Sugoroku
- Naruto Shippuden: Dairansen! Kage Bunsen Emaki
- Rika-chan DS Girls' Lesson: Fashion, Work -- Leave it to Us!
- Sugar Bunnies DS Dream Sweets Factory
- Syunichi Karasawa no Zettai ni Ukeru Zatsugakuen
- The Game of Life DS: Heisei Events
- The Game of Life Q DS: Heisei no Dekigoto
- The Game of Life: DS Showa Events

PC
- Fatal Fury 3: Road to the Final Victory

PlayStation
- AbalaBurn
- Armored Trooper Votoms: Lightning Slash
- Battle Arena Nitoshinden
- Battle Arena Toshinden 2 Plus
- Brave Saga
- Brave Saga 2
- Chibi Maruko-Chan: Maruko Enikki World
- Choro Q Jet: Rainbow Wings
- Choro Q Wonderful!
- Choro Q2
- Choro Q3
- Combat Choro Q
- Crisis City
- Macross Plus
- Penny Racers
- Puzzle Arena Toshinden
- Q-Boat
- Space Adventure Cobra: The Shooting
- Tatsunoko Fight
- …Iru!

PlayStation 2
- EX Jinsei Game
- EX Jinsei Game II
- J-Phoenix
- J-Phoenix 2
- J-Phoenix: Burst Tactics
- J-Phoenix: Cobalt Shoutaihen
- New Game of Life
- Transformers Tatakai

Saturn
- Arcana Strikes
- Choro Q Park
- D-Xhird
- Eberouge
- Steamgear Mash
- Tour Party
- Earthworm Jim 2

Sega CD
- Samurai Shodown

Super Nintendo
- Art of Fighting
- Art of Fighting 2
- Fatal Fury
- Fatal Fury 2
- Garou Densetsu Special
- Maten Densetsu: Senritsu no Ooparts
- Princess Maker: Legend of Another World
- Samurai Shodown

Wii
- Fatal Fury 2

Xbox
- J-Phoenix +

## Jeux vidéo développés
Arcade
- Battle Arena Toshinden 2
- Chibi Maruko-Chan Deluxe Quiz

Dreamcast
- Jinsei Game

Game Boy
- Battle Arena Toshinden
- Megalit
- The King of Fighters '96

Game Boy Advance
- Battle B-Daman (ja)
- Battle B-Daman 2
- Combat Choro Q: Advance Dai Senryaku
- Dan Doh!! Tobase! Shouri no Smileshot!!
- Duel Masters 2 Shobu Kirifuda Version
- Duel Masters 3
- Duel Masters: Kaijudo Showdown (Limited Edition)
- Gadget Racers
- Inu-Yasha
- Monopoly (2004)
- Road Trip: Shifting Gears
- Tokyo Mew Mew

Game Boy Color
- Choro Q Hyper

GameCube
- BeyBlade: Super Tournament Battle
- Duel Masters Nettou! Battle Arena
- Road Trip: The Arcade Edition

Genesis
- Fatal Fury
- Fatal Fury 2
- King of the Monsters 2

Neo-Geo
- Chibi Maruko-Chan Deluxe Quiz
- Fatal Fury

Nintendo 64
- Choro Q64
- Choro Q64 2
- Penny Racers
- Transformers: Beast Wars Transmetals

PC
- Battle Arena Toshinden 2

PlayStation
- Battle Arena Nitoshinden
- Beast Wars: Transformers
- Beyblade: Let It Rip!
- Boku no Choro Q
- Brave Saga
- Brave Saga 2
- Choro Q Jet: Rainbow Wings
- Choro Q Marine: Q-Boat
- Choro Q Wonderful!
- Choro Q2
- Choro Q3
- Combat Choro Q
- Q-Boat
- Tatsunoko Fight

PlayStation 2
- Choro Q Works
- ChoroQ
- EX Jinsei Game
- EX Jinsei Game II
- Gadget Racers
- Real Pool
- Road Trip Adventure
- Road Trip: Adventure Avenue
- Seek and Destroy
- Shinseiki Yuusha Taisen

PlayStation Portable
- EX Jinsei Game

Saturn
- Choro Q Park
- D-Xhird

Super Nintendo
- Art of Fighting
- Art of Fighting 2
- Maten Densetsu: Senritsu no Ooparts

Xbox
- J-Phoenix +